# Кинопремия журнала Empire
Премия журнала Empire (англ. Empire Awards) — британская кинопремия, присуждаемая журналом о кинематографе Empire. Голосование происходит среди читателей журнала. До 2009 года финансировалось при поддержке Sony Ericsson и начиная с 2009 года финансируется Jameson Irish Whiskey.
Первая церемония вручения состоялась в 1996 году.

## Категории наград

### Основные номинации
- Лучший актёр — с 1996 года
- Лучшая актриса — с 1996 года
- Лучший режиссёр — с 1996 года
- Лучший мужской дебют — 2012 до 2018
- Лучший женский дебют — 2012 до 2018
- Лучший фильм — с 1996 года
- Лучший британский фильм — с 1996 года
- Лучшая комедия — с 2006 года
- Лучший фильм ужасов — с 2006 года
- Лучший научно-фантастический фильм — с 2006 года
- Лучший триллер — с 2006 года
- Лучший саундтрек — с 2008 по 2009, с 2016 по 2018

### Устаревшие номинации
- Лучший британский актёр — с 1996 по 2006
- Лучшая британская актриса — с 1996 по 2006
- Лучший британский режиссёр — с 1996 по 2006
- Лучший актёр второго плана — 2014 год
- Лучшая актриса второго плана — 2014 год
- Лучший дебют — с 1996 по 2011 год; В 2012 году эта категория была разделана на «Лучший мужской дебют» и «Лучший женский дебют».
- Лучшая сцена — с 2003 по 2007
- Снять за 60 секунд — с 2008 года
- Искусство 3D — с 2012 по 2013

## Почетные награды
По состоянию на 19-й премии Империя награды были вручены четыре почетные награды:
- Empire Hero Award: 2010 по 2018
- Empire Icon Award: 2006; 2008 по 2011; 2014
- Empire Inspiration Award: 1997; 1999 по 2002; 2004 по 2006; 2008; 2010 по 2018
- Empire Legend Award: 2012 по 2013; 2015 по 2017; Legend of our Lifetime Award: 2014; 2018

### Устаревшие специальные награды
- За вклад в кино — только в 2000
- За выдающийся вклад в британское кино — с 2000 по 2010
- Independent Spirit Award — с 2002 по 2005
- Lifetime Achievement Award — с 1996 по 2006
- Фильм «Шедевр» (Movie Masterpiece Award) — с 1999 по 2000
- Legend Award — с 2012 по 2013
- Актер нашего времени — только в 2009
- Герой действия нашего времени — только в 2014
- Легенда нашего времени — только в 2014
- Икона десятилетия — только в 2005
- В честь Хита Леджера — только в 2009